# Castiarina luteofusca
Castiarina luteofusca es una especie de escarabajo del género Castiarina, familia Buprestidae. Fue descrita científicamente por Barker en 1993.